# Teodoro d'Errico

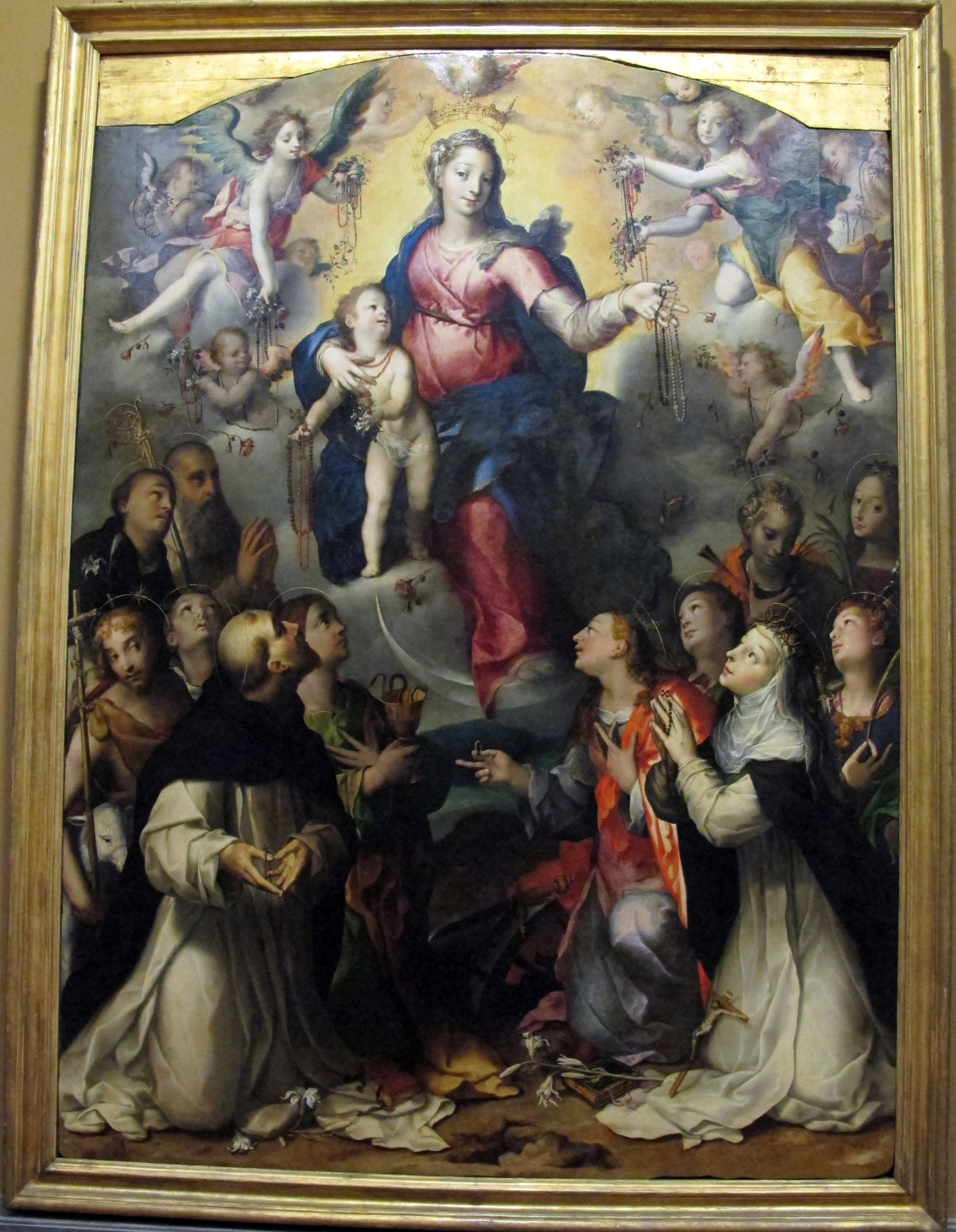
Notre-Dame du Rosaire (musée Capodimonte de Naples).

Teodoro d'Errico, de son nom de naissance Dirk Hendricksz (ou Hendrici), né en 1542 à Amsterdam et mort en 1618 à Amsterdam, est un peintre hollandais qui fit presque toute sa carrière dans le royaume de Naples.
C'est un des peintres flamands qui a le plus influencé la culture picturale de l'Italie méridionale.
Il est documenté à Naples à partir de 1573 quand il réalisa pour l'église San Severo le panneau représentant La Madone avec des saints. Le 14 septembre 1574, il fut l'un des témoins de mariage à Naples du peintre flamand Cornelis Smet (it). Il est l'auteur des peintures du plafond exceptionnel de l'église Santa Maria Donnaromita. Il semble qu'il soit demeuré à Naples jusqu'au moins en 1610.

## Illustrations

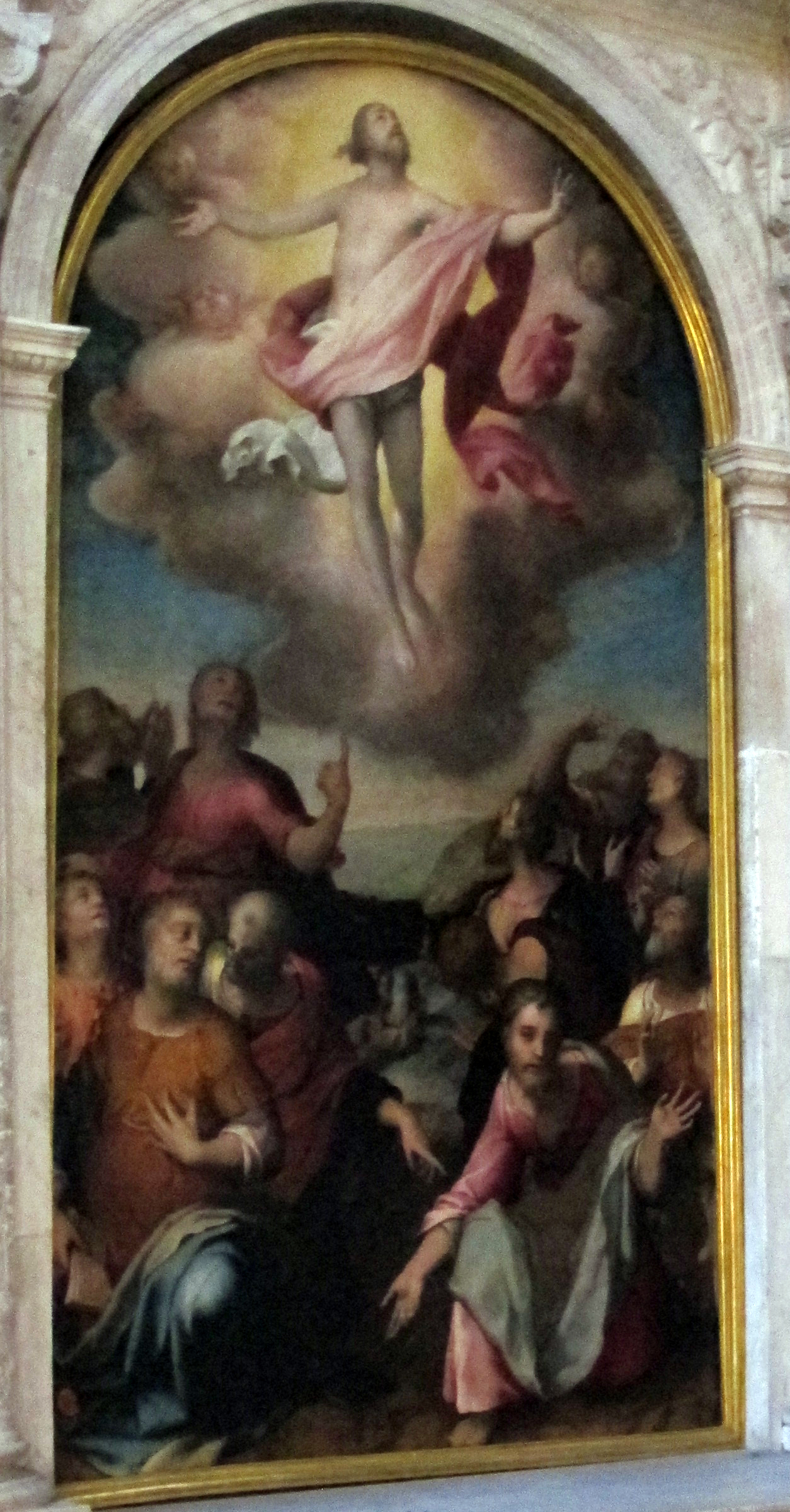
L'Ascension
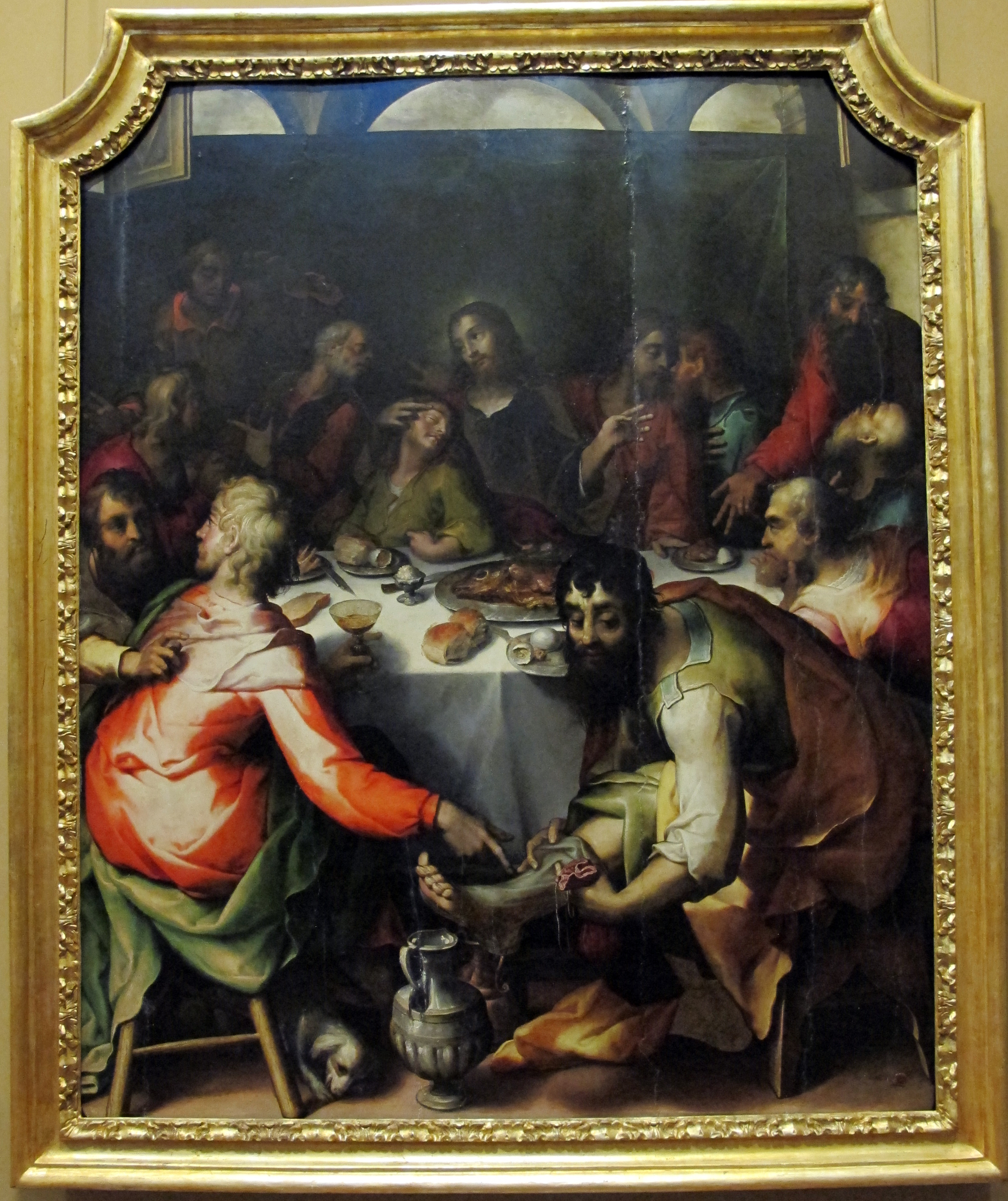
La Dernière Cène (église Sant'Eligio ai Vergini)
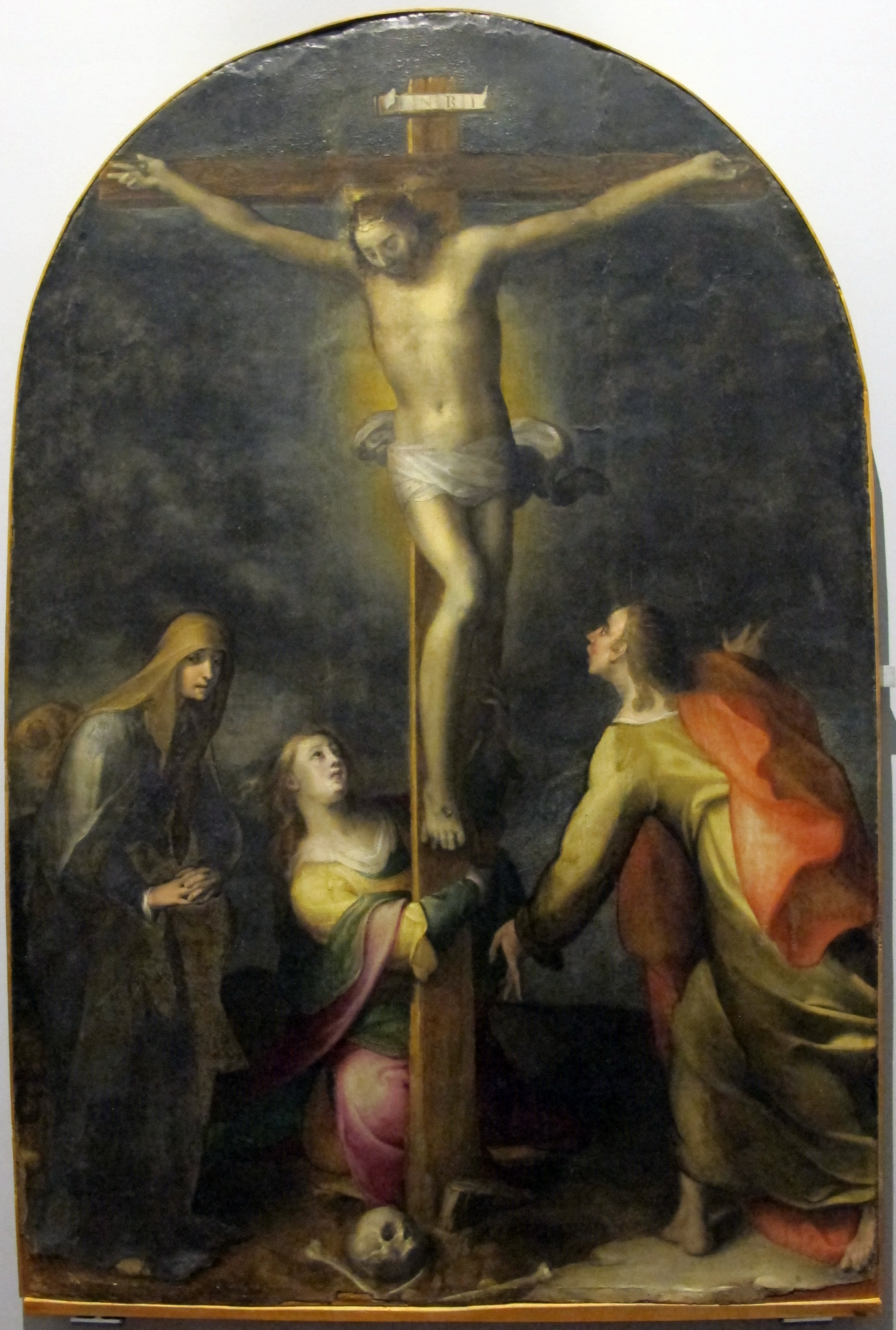
La Crucifixion